# Meragisa mucidara
Meragisa mucidara är en fjärilsart som beskrevs av William Schaus 1937. Meragisa mucidara ingår i släktet Meragisa och familjen tandspinnare. Inga underarter finns listade i Catalogue of Life.